# Psilogramma jordana
Psilogramma jordana is een vlinder uit de familie van de pijlstaarten (Sphingidae). De wetenschappelijke naam van de soort werd in 1905 gepubliceerd door George Thomas Bethune-Baker.